# Mokłuczka
Mokłuczka est une localité polonaise de la gmina de Błażowa, située dans le powiat de Rzeszów en voïvodie des Basses-Carpates.